# Piper schwackei
Piper schwackei är en pepparväxtart som beskrevs av C. Dc.. Piper schwackei ingår i släktet Piper och familjen pepparväxter. Inga underarter finns listade i Catalogue of Life.